# Tri
Tri je treći broj u skupu prirodnih brojeva. Nalazi se iza broja dva (2) i ispred broja četiri (4). Znamenkom se označava kao 3.
Tri je prvi neparan prost broj. Brojevima kojima je suma znamenaka djeljiva s tri također su djeljivi s tri. Broj tri je osnova sustava koji se zove ternarni i jedini je cijeli broj koji se nalazi između broja e i broja pi.

## Simbolika broja tri
- U antičkoj grčkoj filozofiji broj tri ima vrijednost mnoštva. Broj tri Pitagora je nazvao brojem dovršenosti koja je izražena početkom, sredinom i završetkom.[1]

- U hrvatskim božićnim običajima čest je broj tri: sijeku se tri badnjaka, pale se tri svijeće, tri puta se moli Vjerovanje itd.[2]

- U kršćanskoj simbolici tri je postao božanski broj koji govori o trojstvu božanskih osoba, ali i o Kristovom uskrsnuću jer je tri dana proveo u grobu prije nego što je uskrsnuo.[2]

- Simbolika broja tri se javlja i u hrvatskoj legendi o Čehu, Lehu i Mehu i kod nazdravične posude bilikuma.[3]

### Članci
- Dragić, Marko. 2007. Sveta tri kralja u hrvatskoj tradiciji. Crkva u svijetu. Sveučilište u Splitu - Katolički bogoslovni fakultet. Split. 42 (1): 96–117